# مارتن الخامس
مارتن الخامس ( 1369 م - 1431 م ) .
الانقسام الكبير الذي اعترى الكنيسة بي سنة 1378 م و 1417 م عندما أصبح هناك باباوان ، أحدهما في روما ، والآخر في آفينيون ، وضُع حد له ، فأنتخب المجمع الكنسي ، المنعقد في كونستانس ، أو ((دونه دولونا)) ، بابا بأسم مارتن الخامس في روما ، وقبلت به الكنيسة في معظمها . وتم ذلك سنة 1417 م ، فقضى فترة حبريته في عقد الأتفاقات بين البابوية ، ومختلف البلدان التي يرأب الصدع .